# Eberhard Philipp von der Brüggen

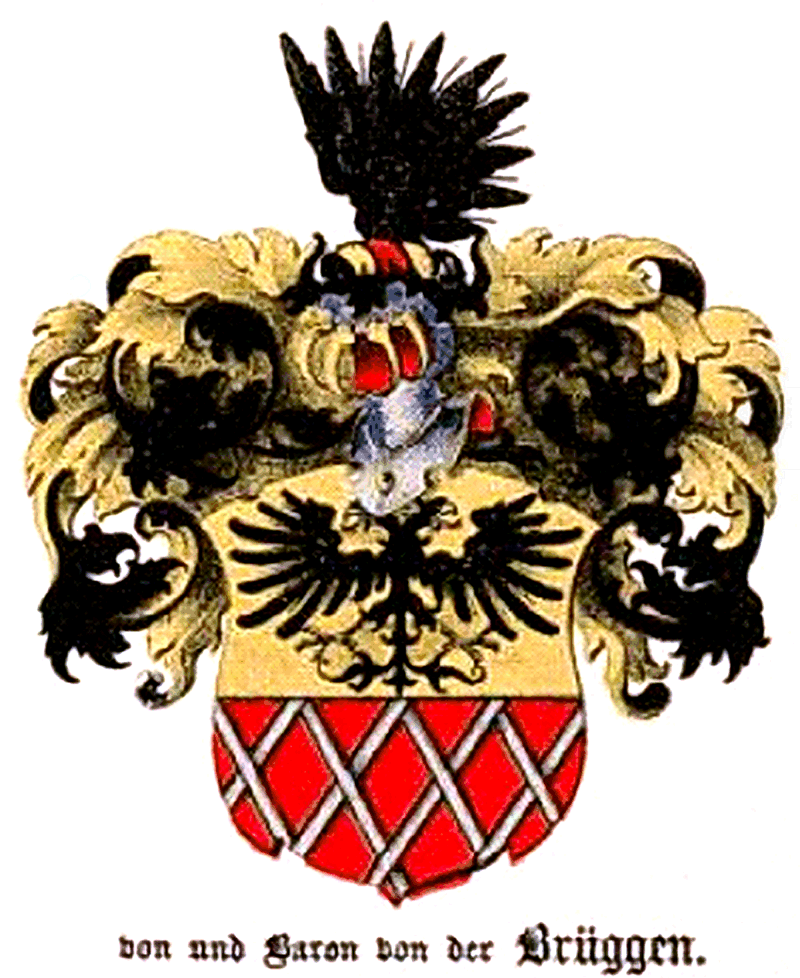
Wappen der deutsch-baltischen Adelsfamilie „von der Brüggen“

Eberhard Philipp von der Brüggen († zwischen 14. Mai und 7. Juni 1727) war ein kurländischer Landespolitiker und Herr auf Strasden und Schlockenbeck. Er war von 1718 bis 1727 Landmarschall im Herzogtum Kurland und Semgallen.

## Leben

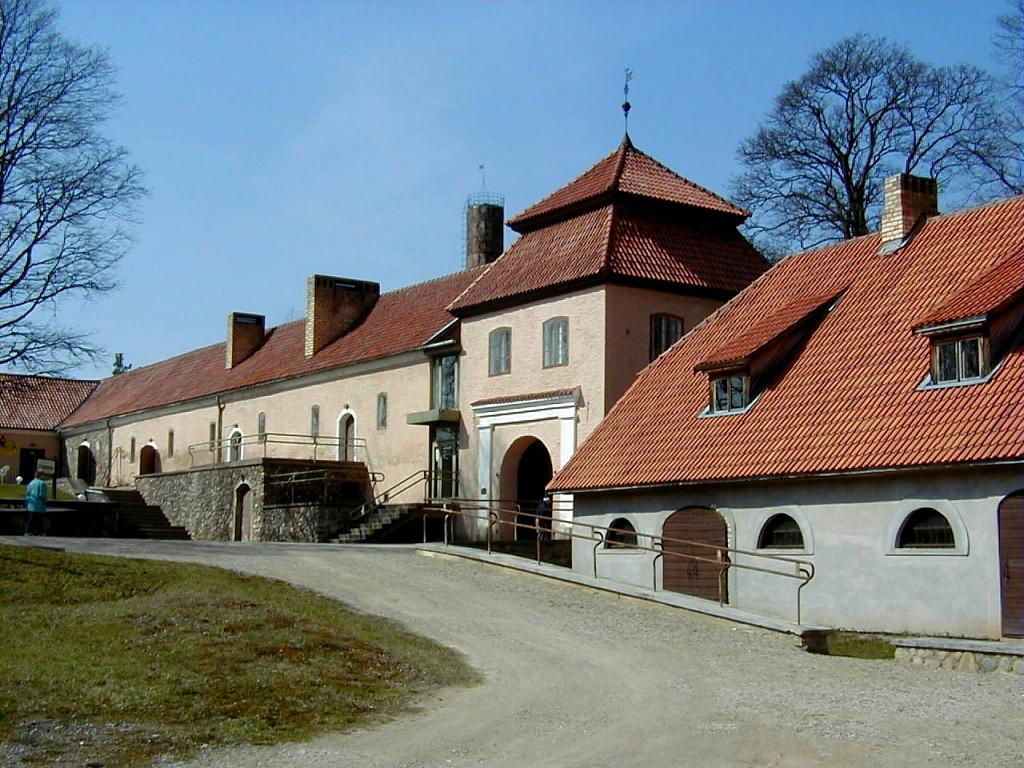
Schlockenbeck im Jahr 2000

Eberhard Philipp von der Brüggen diente 1698 als Leutnant im Herzogtum Kurland und Semgallen. Er wurde später sächsischer Rittmeister und danach Oberstleutnant der kurländischen Gardereiter. In den Jahren von 1711 bis 1718 wurde er zum Oberhauptmann in Tuckum gewählt und übernahm von 1718 bis 1727 das Amt des kurländischen Landmarschalls.

## Herkunft und Familie
Eberhard Philipp stammte aus dem deutsch-baltischen Adelsgeschlecht von der Brüggen, welches seit Anfang des 16. Jahrhunderts im Baltikum ansässig war. Sein Vater war der Landschaftskornett Ernst von der Brüggen († 27. Januar 1689), Herr auf Lahnen und Straden in Kurland. Dieser war mit Margarethe Anna von Schenking († um 1677) aus dem Hause Schlockenbeck in Kurland verheiratet. Eberhard Philipp heiratete im Juni 1696 Ottilie Elisabeth Hahn († um 1728), eine Tochter von Georg Hahn, Herr von Schlockenbeck, und Anna Dorothea von der Brüggen. Er hatte Schlockenbeck von seiner Mutter geerbt. Nach dem Tode Georg Hahns ging Schlockenbeck an die von der Brüggen über. Eberhard Philipp legte in seinem letzten Willen fest, dass der Hof Schlockenbeck an seinen Bruder Johann Ewald († 1751) vererbt wurde. Das einzige Kind von Eberhard Philipp und Elisabeth Hahn war Anna Dorothea von der Brüggen (1700–1760) die mit Wilhelm von Grotthuß (1697–1734) verheiratet war. Sie erbte Schlockenbeck und verkaufte es später.